# 橘正紀
橘正紀（日语：／ Tachibana Masaki，1976年2月11日—），日本男性動畫演出家、動畫導演。出身於千葉縣。

## 來歷
橘正紀在東映動畫擔任演出助手後，在Production I.G工作，負責《攻殻機動隊 S.A.C.》系列、《精靈守護者》等多部的分鏡、演出。
2009年，他以《東京地震8.0》首次擔任電視系列導演。該作品榮獲第13屆日本新媒體動漫藝術節動畫部門優秀獎。

## 參加作品

### 電視動畫
1996年代
- 七龍珠GT（—1997年，演出助手）

1997年
- 怪博士與機器娃娃 (1997年版)（—1999年，演出助手）

1999年
- 狂野歷險 Twilight Venom（日语：ワイルドアームズ トワイライトヴェノム）（—2000年，分鏡、演出）

2000年
- 徽章戰士（分鏡、演出）

2001年
- NOIR（分鏡、演出、演出助手）
- 銀河五虎將 FRACTIONS OF THE EARTH（日语：ガイスターズ FRACTIONS OF THE EARTH）（分鏡）
- 網球王子（—2002年，分鏡）

2002年
- 攻殻機動隊 STAND ALONE COMPLEX（—2003年，分鏡、演出、原畫）

2003年
- L/R -Licensed by Royal-（日语：L/R -Licensed by Royal-）（分鏡）
- 鋼之鍊金術師（—2004年，分鏡）

2004年
- 攻殻機動隊 S.A.C. 2nd GIG（—2005年，分鏡、演出）

2005年
- 交響詩篇艾蕾卡7（分鏡）

2006年
- 攻殻機動隊 S.A.C. Solid State Society（演出）

2007年
- 精靈守護者（分鏡、演出）

2008年
- 女神異聞錄 ～三位一體之魂～（分鏡）
- 藥師寺涼子怪奇事件簿（分鏡、原畫）

2009年
- 東京地震8.0（導演[5]、分鏡）
- 鬍子小雞（—2010年，標題、分鏡、OP演出）

2011年
- 花開物語（分鏡）

2013年
- YUYU式（分鏡、演出、原畫）
- BROTHERS CONFLICT（分鏡）
- 有頂天家族（分鏡）
- 伽利略少女（分鏡）

2014年
- 元氣囝仔（導演[6]、分鏡、演出、原畫、OP原畫&筆作畫）
- 天體的秩序（演出、原畫）

2015年
- 翻轉☆少女（分鏡）
- 攻殻機動隊ARISE ALTERNATIVE ARCHITECTURE（分鏡、演出）
- 請問您今天要來點兔子嗎??（原畫）

2016年
- Dimension W（分鏡、演出、原畫）
- 黑骸（分鏡、OP2分鏡）
- 輕拍翻轉小魔女（原畫）

2017年
- Princess Principal（導演[7]、分鏡、演出、原畫）

2018年
- 重神機潘多拉（作畫監督）
- 進擊的巨人 (第3期)（ED分鏡&演出&原畫）
- 梅露可物語 -無氣力少年與瓶中少女-（分鏡）

2019年
- 夢幻之星Online 2 神諭篇章（—2020年，導演[8]、分鏡）

2024年
- 天穗之咲稻姬（分鏡）

### 電影動畫
2009年
- 福音戰士新劇場版：破（分鏡）

2014年
- 喬凡尼的島（日语：ジョバンニの島）（分鏡、演出）

2015年
- 劇場版 少女與戰車（原畫）

2021年
- Princess Principal Crown Handler（—2023年，導演[9][10][11]、分鏡、原畫）

2022年
- Blue Thermal（導演[12]、編劇）

### OVA
2004年
- 熱帶雨林的爆笑生活FINAL（分鏡）

2006年
- 網球王子 全國大賽篇（—2007年，分鏡）

2010年
- .hack//Quantum（—2011年，導演、分鏡、演出）

2011年
- 英雄傳說 空之軌跡 THE ANIMATION（—2012年，導演[13][14]、分鏡、演出）

### 網路動畫
2005年
- 格鬥天王：另一天（日语：The King of Fighters: Another Day）（導演、分鏡、演出）

### 遊戲
2003年
- OVER THE MONOCHROME RAINBOW featuring SHOGO HAMADA（日语：OVER THE MONOCHROME RAINBOW featuring SHOGO HAMADA）（分鏡、演出）

## 相關項目
- Production I.G
- Kinema Citrus
- 3Hz
- 日本動畫師列表（日语：アニメ関係者一覧）

## 外部連結
- 橘正紀的X（前Twitter） （日語）